# Raro!
Raro! è stato un mensile d'informazione e critica musicale italiano, con una particolare attenzione al collezionismo discografico, fondato nel 1987 da Andrea Tinari e Roberto Ruggeri. Ha chiuso nel marzo 2013, quando Fernando Fratarcangeli, il direttore, ha fondato con una nuova società la rivista Raropiù, identica per grafica e contenuti alla prima.

## Storia

### 1987-2013:Raro
Sebbene Raro! sia stato fondato nel 1987 da Andrea Tinari e Roberto Ruggeri, le pubblicazioni effettive iniziarono solo l'anno successivo: nel 1987 fu pubblicato soltanto il numero 0, con in copertina Mina, di cui veniva ricostruita la discografia, e venduto solo in alcune fiere del disco e negozi di dischi; i numeri successivi furono distribuiti nelle edicole con successo crescente.
Sin dai primi numeri l'attenzione principale è stata quella di ricostruire le discografie degli artisti trattati; nel corso degli anni gli argomenti si sono ampliati dal collezionismo discografico quello relativo a gadget, manifesti ed altro, trattando sia artisti italiani che stranieri.
Vi sono inoltre nella rivista recensioni delle nuove pubblicazioni discografiche, di libri e DVD musicali, oltre alla rubrica delle lettere al direttore.
La prima sede era situata in piazza Euclide 19; il primo direttore, fino al 1999, è stato Roberto Ruggeri a cui è seguito Fernando Fratarcangeli.
Nel corso degli anni hanno scritto su Raro! i maggiori esperti di musica italiani; tra gli altri ricordiamo Fernando Fratarcangeli (dal 1999 direttore), Dario Salvatori, Massimiliano Canè, Italo Gnocchi, Alessandro Pomponi, Enzo Giannelli, Sergio Mancinelli, Franco Settimo, Andrea Tinari, Susanna Buffa, Tonino Merolli e molti altri.
Nel 2007, in occasione dei vent'anni dalla nascita della rivista, è stato pubblicato da Raro! un volume, intitolato Discografia italiana, in cui sono racchiuse tutte le discografie di artisti italiani dagli anni quaranta al 2007.

## La Raro! Records
Nel corso degli anni di attività, Raro! ha anche stampato alcuni dischi e CD, spesso in edizione limitata, attingendo per lo più al catalogo della RCA Italiana; tra i dischi pubblicati: Il re del castello de il Balletto di Bronzo, Donna Plautilla del Banco del Mutuo Soccorso, Matteo di Riccardo Fogli, il cofanetto con gli inediti di Patty Pravo, varie raccolte con brani rarissimi di Mina, i picture disc di Theorius Campus di Antonello Venditti e Francesco De Gregori, di Il mio canto libero di Lucio Battisti, di No! Mamma, no! di Renato Zero, di Ritratto di Gianni di Gianni Morandi, e molti altri.